# Schizochroïsme
Le terme de schizochroïsme, ou schizochromie, correspond, chez un être vivant, à une aberration de couleur liée à l'absence d'une des deux mélanines (eumélanine ou phéomélanine). Deux formes peuvent donc être distinguées : phéo, où l'eumélanine a disparu (seule la phéomélanine brun-rougeâtre est présente) et grise, où c'est la phéomélanine qui a disparu, laissant visible les couleurs gris-noir et brun foncé. 
« Schizochroïsme » provient du grec « σχίζειν » (schizein) signifiant fractionnement et « χρώμα » (khrôma) signifiant couleurs). Cette particularité est alors qualifiée de schizochroïque. Ce terme est plus particulièrement utilisé en ornithologie, bien qu'il soit également employé dans d'autres domaines tels que la mycologie.

## Ornithologie
Ces deux mutations sont plutôt rares. Chez les oiseaux, elles peuvent être reconnues chez les espèces qui possèdent les deux mélanines. Quand l'eumélanine est absente (« schizochroïsme phéo » ou « aeumélanique »), le cas le plus fréquent, les parties grises ou noires sont blanches et les parties brunes restent colorées. Chez beaucoup d'espèces, la phéomélanine est principalement localisée en bordure des plumes ; dans ce cas, les bords sombres des plumes donnent un aspect écailleux. Quand la phéomélanine est absente (« schizochroïsme gris » ou « aphéomélanique »), seules les couleurs gris-noir et brun foncé sont visibles, les couleurs brun-rouge à crème-jaunâtre ayant disparu. Chez les espèces qui n'ont que de l'eumélanine (Corvidés, Laridés…), la reconnaissance de la forme phéo peut être difficile, car les plumes sont entièrement blanches : avec leurs yeux noirs, ces oiseaux ressemblent à des oiseaux atteints de leucisme. La forme phéo peut être confondue avec les mutations brunes ou diluées chez les oiseaux au plumage usé ou décoloré par le soleil.
Le schizochroïsme est bien connu des éleveurs d'oiseaux, ayant été décrit à propos d'espèces de volières comme la Perruche ondulée, le Serin des Canaries, le Canard Carolin et le Canard des Bahamas. En revanche, il est plus rare chez les oiseaux sauvages, mais a été signalé par exemple chez le canard colvert, le canard à crinière et le faucon pèlerin.